# Diapetimorpha crassa
Diapetimorpha crassa är en stekelart som först beskrevs av Charles Thomas Brues 1912.  Diapetimorpha crassa ingår i släktet Diapetimorpha och familjen brokparasitsteklar. Inga underarter finns listade i Catalogue of Life.